# Le Justicier au gardénia
 (mai 2021).
La mise en forme du texte ne suit pas les recommandations de Wikipédia : il faut le « wikifier ».
Les points d'amélioration suivants sont les cas les plus fréquents. Le détail des points à revoir est peut-être précisé sur la page de discussion.
- Les titres sont pré-formatés par le logiciel. Ils ne sont ni en capitales, ni en gras.
- Le texte ne doit pas être écrit en capitales (les noms de famille non plus), ni en gras, ni en italique, ni en « petit »…
- Le gras n'est utilisé que pour surligner le titre de l'article dans l'introduction, une seule fois.
- L'italique est rarement utilisé : mots en langue étrangère, titres d'œuvres, noms de bateaux, etc.
- Les citations ne sont pas en italique mais en corps de texte normal. Elles sont entourées par des guillemets français : « et ».
- Les listes à puces sont à éviter, des paragraphes rédigés étant largement préférés. Les tableaux sont à réserver à la présentation de données structurées (résultats, etc.).
- Les appels de note de bas de page (petits chiffres en exposant, introduits par l'outil «  Source ») sont à placer entre la fin de phrase et le point final[comme ça].
- Les liens internes (vers d'autres articles de Wikipédia) sont à choisir avec parcimonie. Créez des liens vers des articles approfondissant le sujet. Les termes génériques sans rapport avec le sujet sont à éviter, ainsi que les répétitions de liens vers un même terme.
- Les liens externes sont à placer uniquement dans une section « Liens externes », à la fin de l'article. Ces liens sont à choisir avec parcimonie suivant les règles définies. Si un lien sert de source à l'article, son insertion dans le texte est à faire par les notes de bas de page.
- La présentation des références doit suivre les conventions bibliographiques. Il est recommandé d'utiliser les modèles {{Ouvrage}}, {{Chapitre}}, {{Article}}, {{Lien web}} et/ou {{Bibliographie}}. Le mode d'édition visuel peut mettre en forme automatiquement les références.
- Insérer une infobox (cadre d'informations à droite) n'est pas obligatoire pour parachever la mise en page.

Pour une aide détaillée, merci de consulter Aide:Wikification.
Si vous pensez que ces points ont été résolus, vous pouvez retirer ce bandeau et améliorer la mise en forme d'un autre article.
Le Justicier au gardénia (Gardenia, il giustiziere della mala) est un film italien réalisé par Domenico Paolella, sorti en 1979, avec Franco Califano, Martin Balsam et Robert Webber dans les rôles principaux.

## Synopsis
À Rome, le restaurateur Gardénia affronte le gang des Siciliens dirigé par Don Salluzzo  qui veulent utiliser son établissement comme point de vente pour leur drogue...

## Fiche technique
- Titre : Le Justicier au Gardénia
- Titre original : Gardenia, il giustiziere della mala
- Réalisation : Domenico Paolella
- Scénario : Augusto Caminito, Gino Capone, Teodoro Corrà
- Photographie : Sergio Rubini
- Montage : Amedeo Giomini
- Musique : Franco Califano
- Son : Goffredo Salvatori
- Décors : Franco Calabrese
- Société(s) de production : Orsa Maggiore Cinematografica et P.A.C.
- Pays d'origine :  Italie
- Langue : italien
- Format : Couleur
- Genre : Néo-polar italien
- Durée : 100 minutes
- Dates de sortie :  Italie : 5 mai 1979
- Recettes : 108 millions de Lires

## Distribution
- Franco Califano : Gardenia
- Robert Webber : Tony Caruso
- Martin Balsam : Don Salluzzo
- Eleonora Vallone : Regina
- Venantino Venantini : Nocita
- Roberto Della Casa : Colombiano
- Lorraine De Selle : Consuelo
- Franco Diogene : l’ami de Gardenia
- Licinia Lentini : Miriam Bella
- Gualtiero Rispoli : l'avocat de Gardenia
- Lory Del Santo : Laura
- María Baxa : la fille de Gardenia
- Melissa Chimenti : Melissa

## Tournage
Le film a été tourné à Rome et dans ses environs.